# Ildefonso Juvenal
Ildefonso Juvenal da Silva (Florianópolis, 10 de abril de 1894 — Florianópolis, 9 de março de 1965) foi um escritor, orador, militar e farmacêutico brasileiro. Primeiro homem negro a se formar em uma instituição de ensino superior do estado de Santa Catarina, em 1924. Publicou obras literárias nos gêneros contos, poesias e teatro, além de dezenas de artigos e crônicas em diversos jornais e revistas. Realizava pesquisas históricas, tornando-se sócio do Instituto Histórico e Geográfico Catarinense. Junto a dezenas de outros homens negros de Florianópolis, fundou o Centro Cívico e Recreativo José Boiteux, em 1920, associação que lutava por cidadania e contra a discriminação racial, da qual foi orador e presidente.

## Biografia
Ildefonso Juvenal nasceu na cidade de Desterro (Florianópolis), Santa Catarina, em 1894. Primeiro filho do casal Ovídio Medeiros da Silva, ex-escravo, e Henriqueta Amélia de Castro, alforriada na pia batismal. Seu pai faleceu quando tinha 12, assumindo parte do compromisso pela manutenção da família. Alfabetizado pela mãe, passou a se destacar pela fluidez da escrita. Em 1911, aos 17 anos, publica o jornal “A Cassaca”, em parceira com Afonso Câmara. Foi o início de uma prolífica carreira nas letras, na qual publicou centenas de artigos em jornais, cerca de 10 livros e dezenas de folhetos. Em 1917 ingressou na Força Pública e em 1924 diplomou-se em farmácia pela Escola Politécnica, tornando-se o primeiro homem negro a obter título superior em instituição superior do estado de Santa Catarina. Grande orador, Ildefonso destacou-se no cenário intelectual da capital catarinense, participando de inúmeras associações culturais, cívicas e literárias. Dedicou-se aos temas relacionados à história de Santa Catarina, tornando-se sócio efetivo do Instituto Histórico e Geográfico Catarinense e membro da subcomissão de Folclore do Estado de Santa Catarina.
Em 1920, junto com Trajano Margarida, André Pinheiro e algumas dezenas de homens, fundou o Centro Cívico e Recreativo José Boiteux. Segundo o estatuto publicado ainda naquele ano, o Centro era formado exclusivamente por homens de cor e seus objetivos eram: 1) levantar em uma das praças de Florianópolis uma herma à ao saudoso poeta João da Cruz e Sousa; 2) proporcionar aos seus associados a instrução cívica e literária e 3) recrear os mesmos  e suas respectivas famílias. Em 1921 Ildefonso foi eleito presidente do Centro Cívico e Recreativo José Boiteux, mas disputas internas o fizeram abandoná-lo no ano seguinte, quando a associação recebeu o nome de Centro Cívico e Recreativo Cruz e Sousa. A atuação do Centro Cívico e Recreativo José Boiteux e os discursos proferidos por Ildefonso Juvenal em seus eventos, como as celebrações do 13 de Maio e a inauguração da herma de Cruz e Sousa, marcaram a historia da luta contra a discriminação racial em Florianópolis.
Em 1925, uniu-se a Nicolau Nagib Nahas, Antônio Barreiros Filho, Trajano Margarida, Antonieta de Barros e outros para fundar o Centro Catarinense de Letras. Aceitando em sua composição negros e mulheres, tornou-se uma instituição mais democrática que a Academia Catarinense de Letras, presidida por Altino Flores.
Em 1942, foi eleito sócio do Instituto Histórico e Geográfico de Santa Catarina.
Vai para a reserva da Força Pública em 1946, mas continua publicando nos jornais do estado de Santa Catarina até sua morte em 1965. Seus artigos tratavam de temas diversos, como artes, o papel do negro na história do Brasil, o preconceito racial, história militar, saúde, crônicas do cotidiano e biografias.

## Obras
- Contos Singelos, (1914)
- Páginas simples, (1916)
- Questão de limites Paraná/Santa Catarina, (1916)
- Painéis, (1918)
- Relevos, (1919)
- Páginas singelas, (1929)
- Álbum histórico da Força Pública de Santa Catarina, (1935)
- Teatro, (1942)
- Contos de Natal, (1952)